# 帮堆乡
帮堆乡（藏語：འབྲོམ་སྟོད་），是中华人民共和国西藏自治区拉萨市达孜区下辖的一个乡镇级行政单位。

## 行政区划
帮堆乡下辖以下地区：
帮堆村、克日村、林阿村和叶巴村。